# Tend and befriend
Tend-and-befriend (tradotto in italiano: “curare e fare amicizia”) è un comportamento attuato da alcuni animali, compresi gli umani, in risposta ad una minaccia. Si riferisce alla protezione della prole (tend) e alla ricerca di un gruppo sociale per la difesa reciproca (befriend). Nella psicologia evoluzionista, questo comportamento è teorizzato come la tipica risposta femminile allo stress, contrapposta alla risposta di attacco o fuga, tipica invece degli individui maschili. 
Il modello teorico tend-and-befriend è stato originariamente elaborato dalla psicologa statunitense Shelley E. Taylor e dal suo gruppo di ricerca presso l'Università della California a Los Angeles, e descritto per la prima volta in un articolo nella rivista Psychological Review pubblicato nel 2000.

## Basi biologiche
Le basi biologiche del modello sarebbero da ricondurre all'ossitocina, un ormone ipofisario presente in tutti i mammiferi. La produzione di ossitocina aumenta in condizioni di stress, ed essa è stata correlata a un'ampia gamma di comportamenti, tra cui le cure parentali e il contatto sociale con i pari. Il rilascio di ossitocina da parte del SNA in condizioni di stress dunque favorirebbe i comportamenti che sono alla base della strategia tend-and-befriend. È da notare che l'ossitocina è presente negli individui di entrambi i sessi, ma i suoi effetti sono potenziati dagli ormoni estrogeni, mentre sono inibiti dagli ormoni androgeni, dato che potrebbe spiegare la preferenza femminile per questo comportamento.

## Critiche
Il modello non è stato esente da critiche, soprattutto perché nel considerare le due strategie come caratteristiche del genere maschile e femminile, promuoverebbe una sorta di "determinismo di genere".